# Felim O’Neill of Kinard

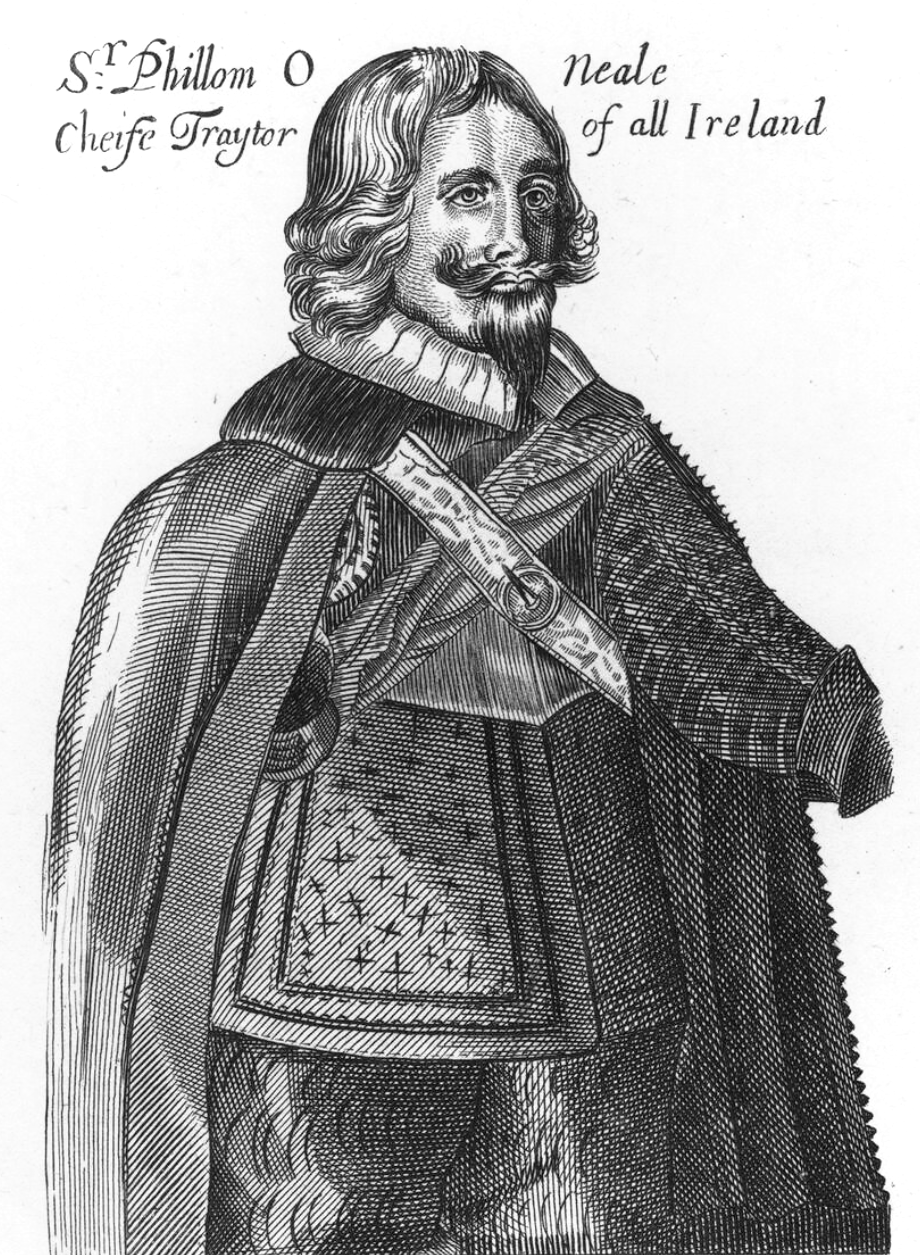
Felim O’Neill of Kinard, Darstellung aus dem 19. Jahrhundert

Sir Felim O’Neill of Kinard (auch Phelim O’Neill, irisch Feidhlim Rua Ó Néill, † 1652) war ein irischer Adliger, der die Irische Rebellion in Ulster, die am 22. Oktober 1641 begann, anführte. Er war während der Kriege der drei Königreiche Mitglied des Konföderierten Irlands. In den Kriegen kämpfte er unter dem Kommando seines Verwandten Owen Roe O’Neill. Während der Eroberung Irlands durch Oliver Cromwell wurde er gefangen genommen und 1652 hingerichtet.

## Hintergrund
Felim O’Neill entstammte der bedeutenden O’Neill-Familie und war Enkel von Henry Oge O’Neill (Éinrí Óg Ó Néill). Dieser war einer der O’Neills, die nach der Flucht der Grafen in Ulster geblieben waren, obwohl die darauf folgenden Landenteignungen Schwierigkeiten bereiteten. Die Familie der O’Neills stammten von einer Seitenlinie des O’Neill-Clans ab und waren dadurch bekannt geworden, dass sie sich während des Neunjährigen Krieges gegen ihren Häuptling Hugh O’Neill mit den Engländern verbündet hatten. Als Belohnung für ihre Dienste behielt die Familie von Felim O’Neill einige Ländereien um Kinard im County Tyrone. O’Neill war in den 1630er Jahren Mitglied des irischen Parlaments. Den Rechtsanwaltsberuf erlernte er im Kings Inn in London.
Am 17. März 1639 wurde er in Dublin vom Lord Deputy von Irland, Viscount Wentworth, als Knight Bachelor („Sir“) in den persönlichen Adelsstand erhoben.

## Rebellion
Zusammen mit vielen irischen Katholiken und gälischen Iren fühlte sich O’Neill durch die protestantische englische Regierung in Irland bedroht. Besonders verärgert waren sie darüber, dass Katholiken dauerhaft von öffentlichen Ämtern ausgeschlossen waren. Außerdem kam es fortwährend zu Landenteignungen von Katholiken. Während der späten 1630er und frühen 1640er Jahre wurde bekannt, dass der englische Minister Thomas Wentworth, 1. Earl of Strafford, die Anlage neuer Plantationen plante. Damit erreichte der Unmut in Irland den Höhepunkt. Die Situation wurde kritisch, als das englische Lange Parlament und Mitglieder der schottischen Versammlung (Scottish Covenanters) damit drohten, in Irland einzufallen, um den irischen Katholizismus endgültig zu beseitigen.
Aus Furcht und Paranoia beteiligte sich Felim O’Neill in dieser Situation an einem Komplott gälisch-irischer Katholiken aus Ulster. Sie planten, in einem Handstreich Dublin und weitere wichtige Städte Irlands unter ihre Kontrolle zu bringen. Danach beabsichtigten sie, vom König Garantien für irische Autonomie unter der Krone und Gleichberechtigung für Katholiken zu fordern. O’Neill sollte Städte und Befestigungen im Norden des Landes einnehmen. Der Plan zur Einnahme Dublins scheiterte jedoch, weil die beiden Verschwörer Connor Maguire und Hugh Oge MacMahon von den Behörden gefangen genommen wurden. O’Neill machte sich dennoch daran, seinen Teil des Planes umzusetzen und begann den Aufstand im Norden. Schnell musste er allerdings feststellen, dass er die irische Landbevölkerung, die er aufgestachelt hatte, nicht kontrollieren konnte. Viele dieser Leute waren durch die Plantationspolitik in Ulster von ihren Höfen vertrieben worden. Ihre Wut brach sich in Massakern an protestantischen schottischen und englischen Siedlern Bahn, für die der Aufstand berüchtigt ist. O’Neill marschierte daraufhin zusammen mit Rory O’Moore nach Dublin, wobei er eine Streitmacht der Regierung in der Schlacht von Julianstown besiegte. Sein Versuch, Drogheda einzunehmen, misslang jedoch.

## Bürgerkriegskarriere
Der Aufstand griff rasch auf ganz Irland über. Zu Beginn des Frühlings 1642 gab es nur noch wenige befestigte Orte um Dublin, Cork und Derry, die evangelischerseits Widerstand leisteten. König Karl I. sandte eine große Armee nach Irland, die vermutlich die Rebellion niedergeschlagen hätte. Aber dann brach der englische Bürgerkrieg aus. Die katholische Oberschicht nutzte die entstehende Atempause, um sich zur irischen katholischen Konföderation zusammenzuschließen. Diese handelte als faktisch unabhängige Regierung von Irland bis 1649. Felim O’Neill war Abgeordneter des Konföderationsparlaments, der „Generalversammlung“. In der Führung der Regierung wurde er jedoch durch wohlhabendere Großgrundbesitzer an den Rand gedrängt. Auch militärisch verlor er an Einfluss, nachdem ein anderer Angehöriger seines Clans, der Berufssoldat Owen Roe O’Neill, zum General der konföderierten Ulsterarmee ernannt wurde. Felim O’Neill war Kommandeur der Kavallerie in dieser Streitmacht und bekämpfte den größten Teil der folgenden sechs Jahre eine schottische Armee, die in Ulster gelandet war. Er nahm an der für seine Armee siegreichen Schlacht von Benburb teil.
In der Politik der Konföderation trat O’Neill für einen moderaten Kurs ein. Er warb um einen Ausgleich mit Karl I. und den englischen Royalisten, um den Kampf gegen das englische Parlament und die schottischen Covenanters zu gewinnen. Im Jahr 1648 stimmte er für solch einen Ausgleich, der den Zweiten Frieden von Ormonde bedeutete. Darüber entzweite er sich mit Owen Roe O’Neill, der ebenso wie der größte Teil der Ulsterarmee gegen diesen Frieden war. Im Sommer desselben Jahres bekämpften sich die Konföderationsarmeen gegenseitig; schließlich setzten sich die royalistischen Kräfte durch.

## Hinrichtung
Die Zusammenarbeit mit den Royalisten konnte jedoch nicht verhindern, dass Irland von Oliver Cromwells New Model Army zwischen 1649 und 1653 zurückerobert wurde. Die gut ausgebildeten Parlamentstruppen zerschlugen den Widerstand der Konföderation und der Royalisten und legten den Katholiken harte Friedensbedingungen auf. Die Ulsterarmee wurde 1650 in der Schlacht von Scarrifholis aufgerieben. Felim O’Neill konnte vom Schlachtfeld entkommen. Danach befand er sich für die restlichen Jahre seines Lebens auf der Flucht. Jeder, der sich an der Rebellion von 1641 aktiv beteiligt hatte, wurde für die Massaker an evangelischen Zivilisten verantwortlich gemacht und hingerichtet. Deshalb konnte O’Neill kaum mit Gnade rechnen. 1652 wurde er auf Roughan Castle von William Caulfeild, 5. Baron Caulfield of Charlemont gestellt und verhaftet. Im Oktober 1652 wurde O’Neill von einem Gericht der Cromwell-Regierung in Dublin wegen Hochverrats zum Tode verurteilt und durch Hängen, Ausweiden und Vierteilen hingerichtet.

## Ehe und Nachkommen
Im November 1649 heiratete er Lady Jean Gordon († nach 1668), Tochter des George Gordon, 1. Marquess of Huntly (1562–1636) und Witwe des Claud Hamilton, 2. Baron Hamilton of Strabane (um 1606–1638). Mit ihr hatte er mindestens einen Sohn, Gordon O’Neill († 1704), der während des Kriegs der zwei Könige auf seiten des Hauses Stuart kämpfte und anschließend im Pfälzischen Erbfolgekrieg als General in französischen Dienste Karriere machte.